# シトラマリルCoAリアーゼ
シトラマリルCoAリアーゼ(Citramalyl-CoA lyase、EC 4.1.3.25)、以下の化学反応を触媒する酵素である。
(3S)-シトラマリルCoA{\displaystyle \rightleftharpoons }アセチルCoA + ピルビン酸
従って、この酵素の基質は(3S)-シトラマリルCoAのみ、生成物はアセチルCoAとピルビン酸の2つである。
この酵素はリアーゼ、特に炭素-炭素結合を切断するオキソ酸リアーゼに分類される。系統名は、(3S)-シトラマリルCoA ピルビン酸リアーゼ (アセチルCoA形成)((3S)-citramalyl-CoA pyruvate-lyase (acetyl-CoA-forming))である。他に、citramalyl coenzyme A lyase、(+)-CMA-CoA lyase、(3S)-citramalyl-CoA pyruvate-lyase等とも呼ばれる。この酵素は、ピルビン酸代謝及びc5分岐二塩基酸の代謝に関与している。